# Società Hockey Monza del G.R.F. "Michele Bianchi" 1934
Questa voce raccoglie le informazioni riguardanti la Società Hockey Monza del Gruppo Rionale Fascista "Michele Bianchi" nelle competizioni ufficiali della stagione 1934.

## Stagione
La dirigenza del club, di fronte alle difficoltà nell'operare al di fuori delle organizzazioni fasciste dell'epoca, decise di fare un passo importante.
Visto che il fratello del presidente, il geometra Alberto Radaelli, aveva aperto una seconda squadra di hockey a Monza in seno al Fascio Giovanile di Combattimento "Bernardo Mazzorana" e presentato al podestà Ulisse Cattaneo il progetto per la costruzione di una pista di pattinaggio, decise di affiliare il club al Gruppo Rionale Fascista "Michele Bianchi", il gruppo principale di Monza avente sede in Comune, nel maggio 1934 prima dell'inizio del campionato italiano.
Il club riuscì così ad ottenere le facilitazioni e sconti sui materiali sportivi che erano accordati ai fasci giovanili.
Il progetto presentato dal Fascio Giovanile di Combattimento venne però bocciato dalle gerarchie fasciste monzesi e regionali perché lo sport non era contemplato fra quelli destinati a fare crescere i giovani fascisti. Il Monza fu costretto perciò per tutta la stagione a giocare le gare interne alla pista di piazza Garibaldi.

## Maglie e sponsor
| 1ª divisa |

## Organico

### Giocatori
| N° | Naz.              | Ruolo | Sportivo            |  |  |  |
| -- | ----------------- | ----- | ------------------- |  |  |  |
| ?  | Italia (bandiera) | E     | Mario Bosis         |  |  |  |
| ?  | Italia (bandiera) | E     | Ermenegildo Colombo |  |  |  |
| ?  | Italia (bandiera) | E     | Ermanno Colzani     |  |  |  |
| ?  | Italia (bandiera) | E     | Federico Fossati    |  |  |  |
| ?  | Italia (bandiera) | E     | Luigi Kullmann      |  |  |  |
| ?  | Italia (bandiera) | E     | Ambrogio Mauri      |  |  |  |
| ?  | Italia (bandiera) | P     | Giovanni Radaelli   |  |  |  |
| ?  | Italia (bandiera) | P     | Ezio Riva           |  |  |  |

### Staff tecnico
- Allenatore:
- Allenatore in seconda:
- Meccanico:

### Libri
- Gianfranco Capra Mario Scendrate, Hockey su pista in Italia e nel mondo, Novara, S.E.N., 1984.
- Storia del club firmata da Giandomenico Barzaghi (giornalista de Il Cittadino di Monza).

### Giornali
- Il Popolo di Monza  organo del Fascio di Monza, giornale settimanale edito il martedì, conservato microfilmato presso la Biblioteca Nazionale Braidense di Milano e la Biblioteca Comunale di Monza. La stagione 1934 è consultabile online sul sito bdl.servizi.it.
- Il Cittadino di Monza, edizione del giovedì, settimanale conservato presso la Biblioteca Nazionale Braidense di Milano e la Biblioteca Comunale di Monza. La stagione 1934 è consultabile online sul sito bdl.servizirl.it.